# Caso Giacomo Boccoleri
El Caso Giacomo Boccoleri se refiere a un caso de desaparición ocurrido entre el 1 al 13 de enero de 2020, cuando desapareció el peruano Giacomo Boccoleri mientras pescaba en las aguas del río Cañete, en el departamento de Lima.
El caso recibió gran atención periodística por haber ocurrido en un área turística, específicamente entre Lunahuaná y Huancaya, en los límites de la Reserva Paisajística Nor Yauyos-Cochas. Se llegó a ofrecer una recompensa por el paradero del desaparecido y varios sectores públicos y privados en conjunto o separado aportaron ayuda en la búsqueda, finalmente el cuerpo de Boccoleri fue encontrado entre rocas del río Cañete por la Marina de Guerra del Perú.

## Desaparición
Giacomo Boccoleri era un estudiante peruano de ascendencia italiana de 22 años, sobrino del actor Paul Martin y estudiante de la Universidad de Lima. El 28 de diciembre de 2019 había ido junto a un amigo a pasar las fiestas de fin de año 2019 en la Reserva Paisajística Nor Yauyos-Cochas, visitaron localidades como Vilca y Huancaya para pescar, ya el 1 de enero de 2020 volvieron a Laraos y decidieron igualmente pescar en el río Cañete, la zona escogida por ellos fue el kilómetro 166 de la carretera de la Provincia de Yauyos.
La presidenta de la asociación de turismo Sinchimarka-Laraos, Clara Meza relata el momento de la desaparición en las aguas del río Cañete:

El anzuelo de uno de ellos se atascó y mi tío se quedó ayudándolos, mientras que Giacomo siguió bajando. Cuando ambos se dieron cuenta, el joven había desaparecido. Creemos que se resbaló y se golpeó la cabeza. Nos causa mucha extrañeza porque el río no tenía caudal alto, en los últimos días no ha llovido en esta zona.

Mientras que el acompañante también relato algo similar, que Boccoleri perdió el equilibrio y resbaló al río.

### Búsqueda

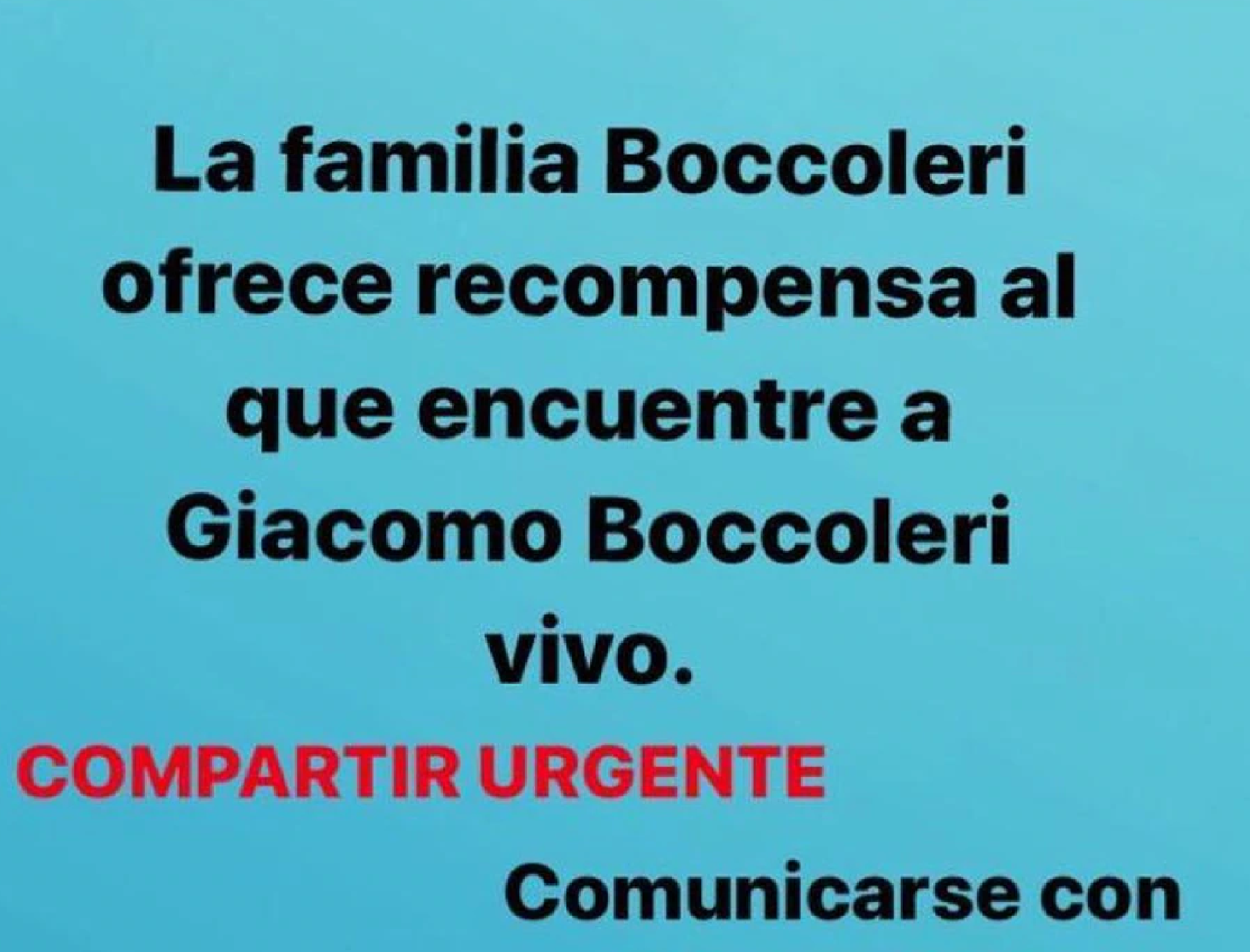
Recorte de los ofrecimientos de recompensa sobre la desaparición de Giacomo Boccoleri que circuló por el internet hasta el 13 de enero de 2020.

La desaparición fue reportada a las 11 p. m. en la comisaría de Lunahuaná por un familiar de Giacomo. En ese instante se inició una búsqueda nocturna por parte de comuneros del distrito de Laraos aunque sin lograr avance alguno. La Policía Nacional, el Cuerpo de Bomberos Voluntarios y la Marina de Guerra, así como grupos de voluntarios civiles y pescadores de camarones locales se unieron a la búsqueda.
El 4 de enero Brunella Boccoleri, prima del desaparecido, ofreció una recompensa para quién encontrara a Giacomo Boccoleri con vida.
El 11 de enero el equipo de drones de la Policía Nacional del Perú comunicó que encontró una polera y una zapatilla que presuntamente pertenecía a Giacomo Boccoleri a 6 kilómetros río abajo del sitio de la desaparición. La familia de Boccoleri informaron que no se retirarían de la provincia de Yauyos hasta encontrarlo.
Luego de intensa búsqueda centrada entre la entrada de Laraos y Magdalena (tramo con el río casi a nivel) en que participaron escuadrones de rescate de la policía, la Marina de Guerra, Grupos independientes y varias compañías de bomberos se pidió apoyo al Club de Exploradores, los que participaron con su grupo élite (6 expertos en Búsueda y Rescate en Areas Naturales) y cubrieron en dos días un tramo de 35Km mas en la parte dónde el río de encajona en abismos verticales de hasta 40m. De esta forma determinaron que no se hallaba en toda esa extensión pero si se ubicó dos puntos donde no había visibilidad, donde se recomendó la búsqueda con grupo de buzos y botes especialiales de la Marina.
Unos 90 rescatistas y ocho buzos pertenecientes a la Marina de Guerra del Perú se adentraron al río Cañete basados en esta última información. Así el 13 de enero se encontró el cadáver de Boccoleri a una hora y media del lugar del accidente, dicho cuerpo militar lo comunicó mediante su cuenta oficial de Twitter:

Buzos de la Marina de Guerra encontraron el cuerpo del joven Giacomo Boccoleri en un precipicio, a una hora y media del lugar del accidente. En estos momentos se encuentran realizando maniobras para recuperar el cadáver.

El 14 de enero el cuerpo del joven fue trasladado de San Vicente de Cañete a Lima por un helicóptero de la Policía Nacional del Perú en presencia de sus familiares.

## Reacciones
El actor Paul Martin el 2 de enero escribió en su cuenta oficial de Twitter «Mi sobrino Giacomo Boccoleri cayó al río Cañete en Laraos, Yauyos (cerca a Huancaya). Se necesita ayuda de gente que esté y/o conozca la zona». El 14 de enero, luego del encuentro del cadáver de Boccoreli solamente atinó a escribir «Lejos de Lima con el corazón estrujado».